# Wittlingen
Wittlingen là một đô thị trong huyện Lörrach bang Baden-Württemberg thuộc nước Đức. Đô thị Wittlingen có diện tích 4,5 km², dân số là 395 người.